# Mahmil
El mahmil és una caixa amb forma cònica coberta de garlandes i inscripcions en què es transporta la kiswa (la tela que serveix per cobrir la Kaba a la Meca).